# میدل
میدل (به انگلیسی: Midale) یک منطقهٔ مسکونی در کانادا است که در ساسکاچوان واقع شده‌است. میدل ۱٫۵۳ کیلومتر مربع مساحت و ۵۶۲ نفر جمعیت دارد.